# Бегер, Александр Фёдорович
Александр Фёдорович Бегер (2 (14) сентября 1823—8 (20) апреля 1895) — российский дипломат. Тайный советник.
Сын генерал-лейтенанта, горного инженера Фёдора Фёдоровича Бегера от брака с Софией фон Боль (1807—1840).
Учился в Петришуле с 1832 года; в 1842 году окончил Императорский Царскосельский лицей. Служил в Азиатском департаменте МИД чиновником по особым поручениям, в 1857—1858 гг. был столоначальником II отделения департамента.
С 1861 года — генеральный консул в Бейруте. С 7 января 1869 по 24 февраля 1876 года был чрезвычайным посланником и полномочным министром в Персии.
Похоронен на Лазаревском кладбище Александро-Невской лавры.